# 岡崎市民病院
岡崎市民病院（おかざきしみんびょういん）は、愛知県岡崎市高隆寺町にある公立の病院。
救命救急センターを備えており、地域周産期母子医療センターやエイズ治療拠点病院などに指定されている。

## 沿革
- 1878年5月12日 - 愛知県公立病院岡崎支病院として開院（岡崎市亀井町の興蓮寺）。

- 1880年10月3日 - 岡崎市康生町（現岡崎公園地内）に新築移転。

- 1907年4月1日 - 県立岡崎病院に改称。

- 1925年2月 - 看護婦養成所を併設。

- 1945年7月1日 - 岡崎空襲により焼失。

- 1946年4月1日 - 日本医療団傘下の病院となり、日本医療団岡崎病院に改称。

- 1948年7月1日 - 日本医療団の解散に伴い、岡崎市へ譲渡・移管される。同時に市立岡崎病院に改称。

- 1950年2月6日 - 岡崎市若宮町120番地（現在の岡崎市若宮町2丁目2番地）[注釈 1]に新築移転。

- 1953年11月 - 看護婦養成所を市立岡崎病院付属准看護婦学校に改称。

- 1977年11月8日 - 新館が完成[広報 1]。

- 1978年3月31日 - 市立岡崎病院付属准看護婦学校を廃止。

- 1979年3月20日 - 放射線棟が完工[広報 2]。

- 1980年3月25日 - 立体駐車場（鉄筋造4階建）が完工。

- 1998年12月28日 - 岡崎市民病院に改称し、現在地に新築移転。650床に増床。

- 2008年 - 平日昼間のドクターカー運用開始。

- 2013年9月9日 - 岡崎市民病院西棟建設工事完工。700床に増床。

- 2014年2月1日 - 放射線治療室が稼働。

- 2015年9月1日 - 救命救急センター棟が供用開始[広報 3][3][4]。715床に増床。

- 2016年4月1日 - 愛知県がん診療拠点病院に指定[広報 4]。
認知症の相談窓口と地域の介護医療の司令塔となる「認知症疾患医療センター」を開設[5]。

- 2020年4月 - PET-CTとダ・ヴィンチが稼働。PET-CTは県内の公立・民間病院で4例目、ダ・ヴィンチは県内の公立病院で7例目の導入となる[6]。

- 2025年
  - 6月8日 - 心臓血管外科部のW部長が夜勤を終えて岐阜県大垣市新田町の自宅に向かう際、立ち寄った店舗で買った焼酎ハイボール5本を運転しながら飲み干した。自宅の隣で車をぶつけ、駆け付けた警察署員に酒気帯び運転の疑いで逮捕された。大垣署の取り調べに対し、Wは「7日も8日も酒は飲んでいない」と容疑を否認した[7][8][9]。
  - 6月27日 - 岡崎市はWを懲戒免職の処分にしたと発表した。市の聞き取りに対し、Wは、運転中の5本以外に前日に缶チューハイ12本、当日の朝にも1本飲んだと話した[10]。

## 診療科・部門

### 診療科
- 総合診療科
- 血液内科
- 内分泌･糖尿病内科
- 腎臓内科
- 呼吸器内科
- 脳神経内科
- 消化器内科
- 循環器内科
- 膠原病内科
- 腫瘍内科
- 小児科
- 脳神経小児科
- 新生児小児科
- 外科
- 消化器外科
- 内視鏡外科
- 小児外科
- 整形外科
- 脳神経外科
- 心臓血管外科
- 形成外科
- 呼吸器外科
- 皮膚科
- 泌尿器科
- 産婦人科
- 眼科
- 耳鼻咽喉科
- 歯科口腔外科
- 救急科
- 心療精神科
- リハビリテーション科
- 麻酔科
- 病理診断科
- 放射線科
- 臨床検査科

### 部門
- 低侵襲治療センター
- 外来治療センター
- 救命救急センター

## ギャラリー

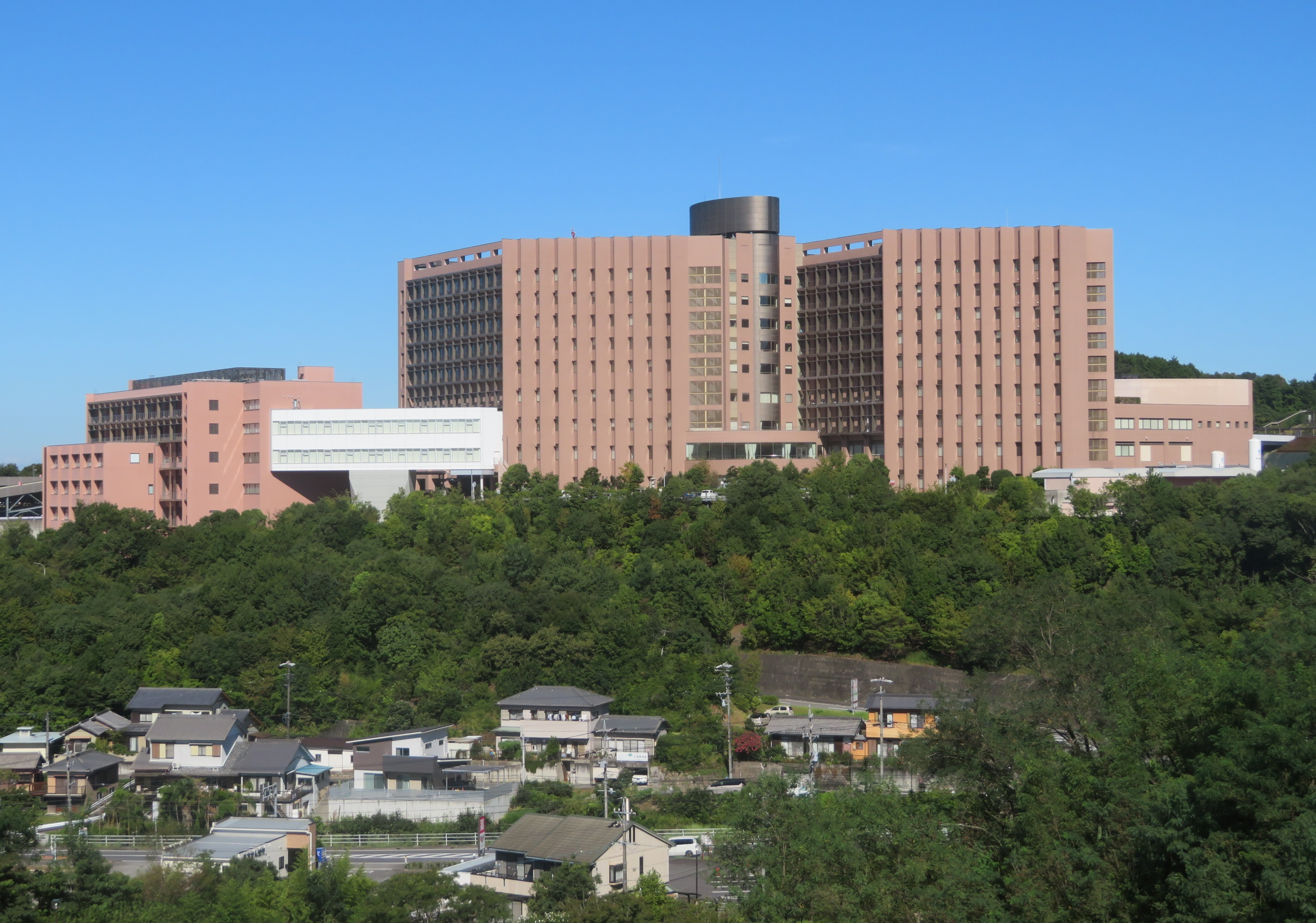
岡崎市民病院遠景 （2020年（令和2年）9月）
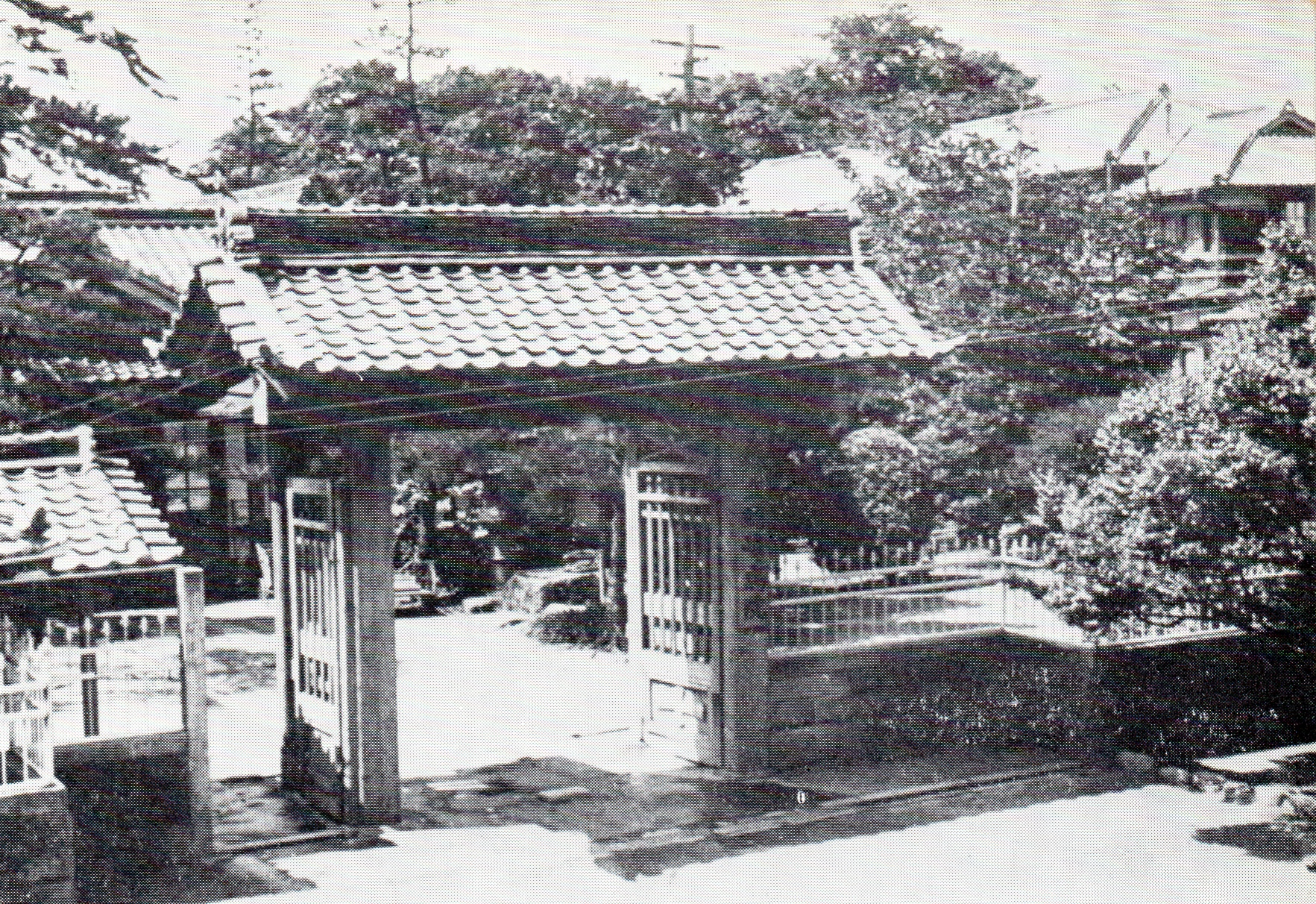
1880年（明治13年）に岡崎公園内に新築移転し、1907年（明治40年）に県立岡崎病院と改称した。戦災で焼失。
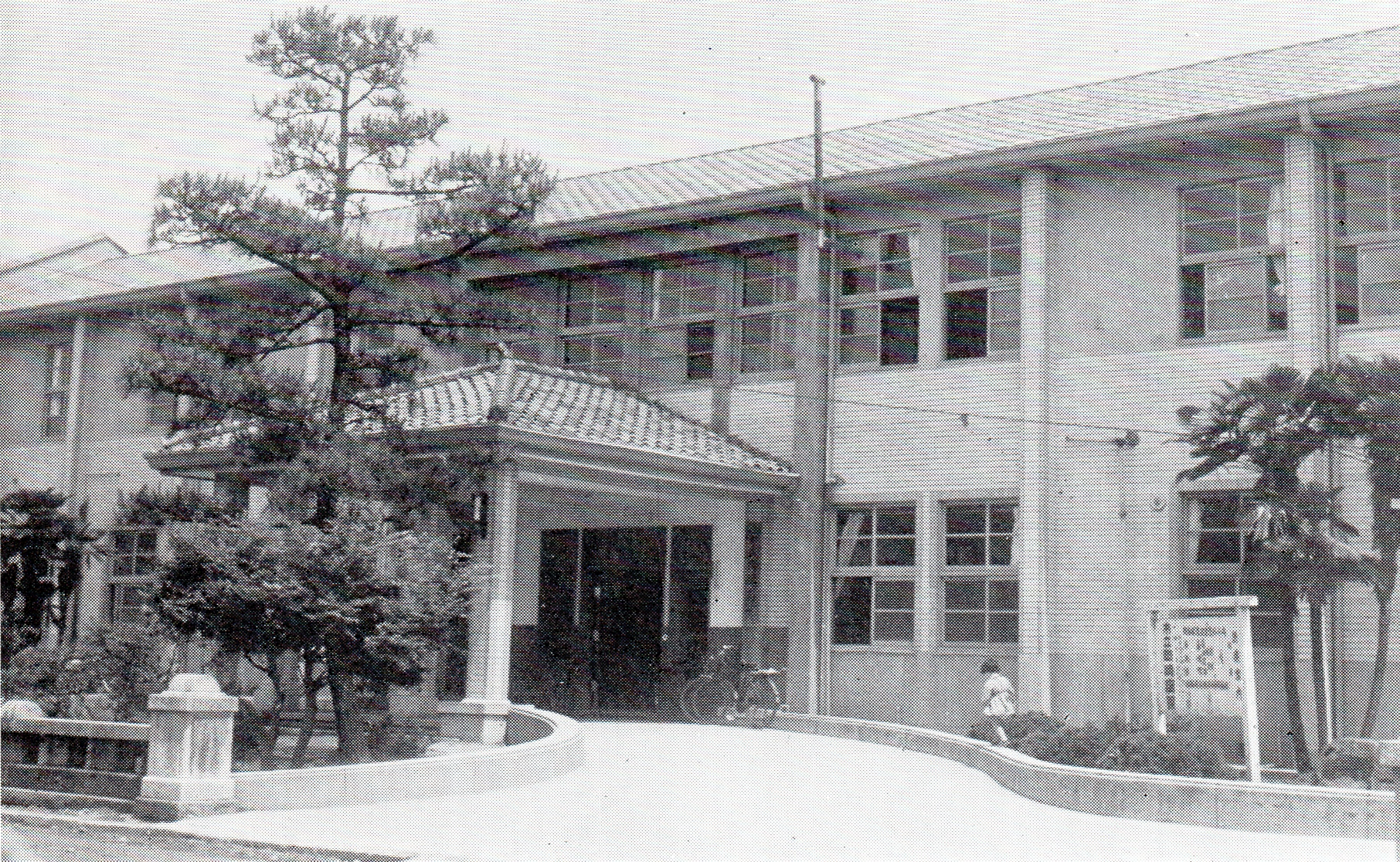
1950年（昭和25年）2月6日に市内若宮町に新築移転した市立岡崎病院
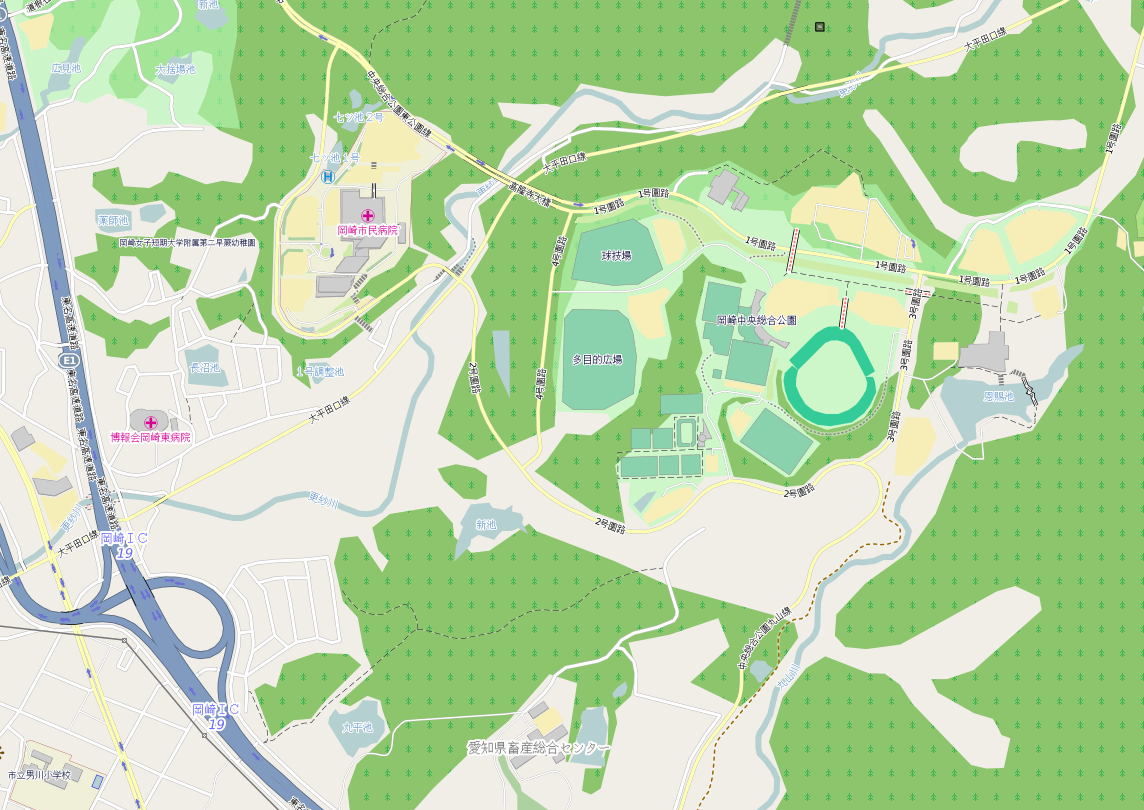
愛知県岡崎市高隆寺町。岡崎中央総合公園の隣に岡崎市民病院はある。

## 交通アクセス
- 名鉄名古屋本線「東岡崎駅」より名鉄バスで約15分。
- 名鉄バスは東岡崎駅からのほか、名鉄名古屋本線「美合駅」、JR東海道本線 / 愛知環状鉄道・愛知環状鉄道線「岡崎駅」、愛知環状鉄道・愛知環状鉄道線「大門駅」、名鉄名古屋本線「矢作橋駅」などからの路線も運行している。
- ささゆりバスも乗り入れている。
- 距離的には名鉄名古屋本線「男川駅」が最も近いが、徒歩で20分以上かかり、アクセスは困難。

## 関連人物
- 巴一作 - 第4代病院長。存命人物のうち日本最高齢の男性であった人物。